# Saint-Arnac
Saint-Arnac è un comune francese di 127 abitanti situato nel dipartimento dei Pirenei Orientali nella regione dell'Occitania.

## Società

### Evoluzione demografica
Abitanti censiti